# فهرست میراث جهانی در قبرس
میراث جهانی در قبرس شامل ۳ اثر فرهنگی است. سایت‌های میراث جهانی سازمان آموزشی، علمی و فرهنگی ملل متحد، یونسکو مکان‌هایی هستند که دارای اهمیت فرهنگی یا طبیعی هستند، همان‌طور که در پیمان‌نامه میراث جهانی یونسکو، که در سال ۱۹۷۲ تأسیس شده، شرح داده شده‌است. جمهوری قبرس این پیمان‌نامه را در تاریخ ۱۴ اوت ‍۱۹۷۵ پذیرفت و از آن هنگام، مکان‌های طبیعی و فرهنگی قبرس دارای شرایط برای گنجانده شدن در فهرست میراث جهانی هستند.
تا تاریخ ۲۰۲۱، سه سایت میراث جهانی در قبرس وجود دارد که تمامی آن‌ها فرهنگی هستند و همچنین ۱۱ اثر نیز در فهرست آزمایشی قرار دارد. نخستین میراثی که در فهرست ثبت شد، شهر پافوس در سال ۱۹۸۰ بود. در سال ۱۹۸۵ کلیساهای نقاشی‌شده در منطقه ترودوس به فهرست افزوده شدند. نامزدی اصلی شامل ۹ کلیسا بود که در سال ۲۰۰۱ یک کلیاس دیگر افزوده شد. تازه‌ترین میراث افزوده‌شده به فهرست، خیروکیتیا در سال ۱۹۹۸ بود که در سال ۲۰۱۲. در سال ۲۰۱۰، کمیته میراث جهانی یونسکو سطح محافظت سه سایت میراث جهانی در قبرس را به دلیل درگیری مسلحانه افزایش داد.

## میراث جهانی
یونسکو سایت‌ها را با ده معیار فهرست می‌کند. هر ورودی باید حداقل یکی از معیارها را داشته باشد.
| # | نگاره | نام                               | موقعیت            | سال ثبت | ش ثبتمعیارها    | شرح | منبع        |
| ۱ |       | پافوس                             | پافوس             | ۱۹۸۰    | ۷۹ iii, iv      | پرستش خدایان باروری پیشاهلنی در قبرس در دوران نوسنگی (هزاره ششم پیش از میلاد) آغاز شد. پافوس یکی از کهن‌ترین سکونتگاه‌های میسنی‌ها بود. در سدهٔ دوازدهم پیش از میلاد، یک معبد مختص آفرودیته، الهه عشق و زیبایی، که با توجه به اساطیر کلاسیک در جزیره زاده شد، ساخته شد. سایت باستان‌شناسی شامل بازماندهٔ ویلاها، کاخ‌ها، دژها و آرامگاه‌های سنگ‌تراشی‌شده می‌شود. این ویلاها به شکل غنی‌ای با کف‌های موزاییک آراسته داده شده بودند که موضوع آن اساطیر و زندگی روزانه بود. این موزاییک‌ها که کیفیت هنری بالایی دارند، از دوران هلنیستی تا دوران امپراتوری روم شرقی ساخته شدند. | [ ۵ ]       |
| ۲ |       | کلیساهای نقاشی‌شده در منطقه ترودوس | لیماسول و نیکوزیا | ۱۹۸۵    | ۳۵۱ ii, iii, iv | این سایت شامل ده کلیسا و صومعه در مناطق روستایی ساخته‌شده در کوهستان ترودوز از سده یازدهم تا شانزدهم هستند. کلیساها، مانند پاناگیا تو آراکا و کلیسای نیکولاس مقدس از بام، به‌طور غنی‌ای با نقاشی دیواری تزئین شده‌اند. این نقاشی‌ها بیش از ۵۰۰ سال نقاشی بیزانسی و پسابیزانسی را نشان می‌دهد و نمونه‌ای از توسعه سبک نقاشی با تاثیر فراملی هستند. نُه کلیسا در اصل در سال ۱۹۸۵ فهرست شده بودند، اما در سال ۲۰۰۱ یک کلیسای دیگر افزوده شد و یک کلیسای دیگر در فهرست آزمایشی قرار دارد.                                                                                   | [ ۶ ] [ ۷ ] |
| ۳ |       | خیروکیتیا                         | لارناکا           | ۱۹۹۸    | ۸۴۸ ii, iii, iv | خیروکیتیا یکی از مهم‌ترین مکان‌های پیشاتاریخی در شرق دریای مدیترانه است. این مکان میان هزاره‌های هفتم و چهارم پیش از میلاد در دوان نوسنگی اشغال شده بود. سکونتگاه آن شامل خانه‌های دایره‌ای شکل ساخته‌شده از خشت خام و سنگ با سقف‌های صاف است که توسط دیوارهای پی‌درپی از آن محافظت می‌شد. جامعه کشاورزی آن بدون سفال بود. در بین کشفیات این مکان، سنگ آتشزنه و ابزارهای استخوانی، بازمانده‌های جانوران و گیاهان، بشقاب‌های فلزی و پیکره‌های کوچک انسان‌انگاری در سنگ دیده می‌شود. تنها بخشی از سایت حفاری شده‌است. در سال ۲۰۱۲، مرز سایت به طور جزئی اصلاح شد.                | [ ۸ ]       |

## فهرست آزمایشی
علاوه بر سایت‌های موجود در فهرست میراث جهانی، کشورهای عضو می‌توانند فهرستی از سایت‌های آزمایشی را که ممکن است برای نامزدی در نظر بگیرند، در این فهرست قرار دهند. نامزدها در فهرست میراث جهانی تنها در صورتی پذیرفته می‌شوند که سایت قبلاً در فهرست آزمایشی قرار داشته باشد. تا تاریخ ۲۰۲۱، قبرس ۱۱ اثر را در فهرست آزمایشی خود دارد.
| #  | نگاره | نام                                                        | موقعیت        | سال ثبت | ش ثبتمعیارها            | شرح | منبع   |
| ۱  |       | کلیسای پانایا خریسکوردالیتیسا، کوردالی‏                     | نیکوزیا       | ۲۰۰۲    | ۱۶۷۲ ii, iii, iv        | کلیسای پانایا خریسکوردالیتیسا با نقاشی‌های ابتدای سدهٔ شانزدهم میلادی به سبک ایتالیایی–بیزانسی به عنوان یک گسترش برای میراث کلیساهای نقاشی‌شده در منطقه ترودوس در نظر گرفته شده‌است. | [ ۱۰ ] |
| ۲  |       | سکونتگاه شهری فیکاردو                                      | نیکوزیا       | ۲۰۰۲    | ۱۶۷۳ ii, iii, iv, v     | روستای فیکاردو یک سکونتگاه شهری سنتی در یک محیط کوهستانی است. این روستا معماری و شخصیت‌های سده‌های ۱۸ و ۱۹ میلادی را حفظ کرده‌است. | [ ۱۱ ] |
| ۳  |       | ماتیاتیس جنوبی‏                                             | نیکوزیا       | ۲۰۰۲    | ۱۶۷۴ ترکیبی             | این سایت بخشی از ترودوس اوفیولیته است، یک پوسته اقیانوسی قدیمی افشا شده که به خوبی نگه داشته شده‌است. این ناحیه یک مکان معدن مهم بوده‌است، همانطور که از راهروها و گذرگاه‌های افقی از دوران امپراتوری روم دیده می‌شود. | [ ۱۲ ] |
| ۴  |       | کیونیا‏                                                     | نیکوزیا       | ۲۰۰۲    | ۱۶۷۵ viii, ix           | این سایت بخشی از ترودوس اوفیولیته است. کیونیا نمونه‌ای از یک مجموعهٔ خاکریز‌های ورقه ورقه است که به پژوهش درباره فرآیندهای انتشار و تغییرات هیدروترمال پوسته اقیانوسی کمک می‌کند. | [ ۱۳ ] |
| ۵  |       | خاندریا                                                    | لیماسول       | ۲۰۰۲    | ۱۶۷۶ viii, ix           | این سایت بخشی از ترودوس اوفیولیته است. خاندریا نشان‌دهندهٔ روند ماگمایی در پوسته اقیانوسی است. در این سایت چندین اتاقک ماگمای در حال گسترش و شیارهای آن وجود دارد. | [ ۱۴ ] |
| ۶  |       | ترودوس، کوه المپوس                                         | لیماسول       | ۲۰۰۲    | ۱۶۷۷ viii, ix           | این سایت بخشی از ترودوس اوفیولیته است. در کوه المپوس، بخش پایینی پوستهٔ اقیانوسی و دنباله‌های پوشش بالایی به خوبی نشان داده شده‌اند و پوستهٔ پایینی و روند تغییر گوشتهٔ زمین می‌توانند مورد بررسی و مطالعه قرار گیرند. | [ ۱۵ ] |
| ۷  |       | پل مالونتا                                                 | نیکوزیا       | ۲۰۰۲    | ۱۶۷۸ viii, ix           | این سایت بخشی از ترودوس اوفیولیته است. در این سایت، برون‌زدهای سنگی در کنار دیوارهای درهٔ آکاکی و شاخه‌های آن نمونهٔ شگرفی از گدازه و سازه‌های بالای پوستهٔ اقیانوسی هستند. | [ ۱۶ ] |
| ۸  |       | پل کلیرو                                                   | نیکوزیا       | ۲۰۰۲    | ۱۶۷۹ viii, ix           | این سایت بخشی از ترودوس اوفیولیته است و در نزدیکی پل مالونتا قرار دارد. این سایت یک نمونه عالی از چگونگی گسترش بستر دریا با ازدحام خاکریزهایی است که نفوذ خاکریزها بین صفحات گدازه را نشان می‌دهد. | [ ۱۷ ] |
| ۹  |       | آگیوی وارناواس و ایلاریون در پریسترونا (کلیساهای پنج‌گنبدی)‏ | نیکوزیا       | ۲۰۰۴    | ۱۸۷۴ ٰ ii, iii, iv       | این نامزدی شامل یک کلیسای پنج‌گنبدی ویژهٔ بارناباس مقدس و یکی ویژهٔ هیلاریون مقدس است. | [ ۱۸ ] |
| ۱۰ |       | پاناگیا تیس آنگلوکتیستیس                                   | ناحیه لارناکا | ۲۰۱۵    | ۵۹۸۷ i, ii, iii, iv, vi | کلیسای پاناگیا تیس آنگلوکتیستیس در سدهٔ یازدهم میلادی بر روی ویرانه‌های یک بازیلیکای سدهٔ پنجمی ساخته شد و در سده‌های پسین کلیساهای کوچک‌تر دیگری افزوده شدند. این کلیسا از دید تزئین آن مهم است. در این کلیسا یک موزاییک دیواری مربوط به سدهٔ ششم میلادی (تنها موزاییک این گونه که در قبرس نگه داشته شده‌است) و نقاشی‌های دیواری سدهٔ یازدهم میلادی و مجموعه‌ای از شمایل وجود دارد.                                                                                                   | [ ۱۹ ] |
| ۱۱ |       | تکیه خاله سلطان و مجموعهٔ دریاچه نمک لارناکا                | لارناکا       | ۲۰۱۶    | ۶۰۸۴ iii, iv, vi, ix, x | مجموعه دریاچهٔ نمک شامل چهار دریاچه آب شور و تالاب‌های دور آن است. این ناحیه به ویژه به عنوان مکان توقف و گذراندن زمستان برای پرندگان مهاجر است. افزون بر آن، از نمک دریاچه‌های آب شور از دوران رومی‌ها تا سدهٔ بیستم میلادی بهره‌برداری می‌شد. تکیه خاله سلطان یک مسجد مهم است که در سدهٔ نوزدهم میلادی توسط امپراتوری عثمانی ساخته شد. به گفتهٔ سنت اسلامی، این مسجد مکان خاکسپاری امّ حرام، خالهٔ یکی از صحابه‌های پیامبر اسلام است که در سال ۶۴۹ میلادی به یورش عرب‌ها به قبرس پیوست. | [ ۲۰ ] |

## واژه‌نامه
1. ↑  Church of Panayia Chrysokourdaliotissa, Kourdali
2. ↑  Mathiatis South
3. ↑  Kionia
4. ↑  Agioi Varnavas and Ilarion at Peristerona